# Ливингстън (окръг, Илинойс)
Вижте пояснителната страница за други значения на Ливингстън.
Окръг Ливингстън (на английски: Livingston County) е окръг в щата Илинойс, Съединени американски щати. Площта му е 2707 km², а населението - 39 678 души (2000). Административен център е град Понтиак.